# Сийсайд (град, Орегон)
Сийсайд (на английски: Seaside) е град в окръг Клатсъп, щата Орегон, САЩ. Сийсайд е с население от 5900 жители (2000) и обща площ от 10,4 km². Намира се на 5,2 m надморска височина. ЗИП кодът му е 97138, а телефонният му код е 503.